# Katarzyna Żurawik
Katarzyna Żurawik, född 20 juni 1991, är en polsk artist. Deltog i Junior Eurovision Song Contest 2003 med låten "Coś mnie nosi", vilken kom sist.